# Kripieckoje-1
Kripieckoje-1 (ros. Крипецкое-1) – wieś(dieriewnia) w Rosji, w obwodzie pskowskim, w rejonie pskowskim. W 2010 liczyła 261 mieszkańców.